# Rafał Borutko
Rafał Borutko (ur. 12 sierpnia 1972 w Bielsku-Białej) – polski samorządowiec, prawnik i urzędnik państwowy, w latach 2004–2006 członek zarządu województwa dolnośląskiego, w 2007 podsekretarz stanu w Ministerstwie Gospodarki Morskiej.

## Życiorys
Absolwent Wydziału Prawa, Administracji i Ekonomii Uniwersytetu Wrocławskiego. Specjalizuje się w dziedzinie prawa handlowego i prawa pracy, od 1998 zatrudniony w kancelariach prawnych zajmujących się prawem pracy i prawem gospodarczym oraz departamencie ekonomicznym spółki handlowej.
Należał do Ligi Polskich Rodzin. Z jej listy bez powodzenia kandydował w 2005 i 2007 do Sejmu, a w 2006 do sejmiku dolnośląskiego. W latach 2004–2006 pełnił funkcję członka zarządu województwa dolnośląskiego, odpowiadając za Departament Mienia Wojewódzkiego z Wydziałami Inwestycji, Ochrony Środowiska oraz Departament Polityki Socjalnej z Dolnośląskim Ośrodkiem Polityki Społecznej. Był wiceprzewodniczącym Rady Społecznej Dolnośląskiego Wojewódzkiego Ośrodka Medycyny Pracy oraz członkiem Rady Społecznej Szpitala im. A. Falkiewicza we Wrocławiu, a także członkiem rad nadzorczych spółek komunalnych. 10 maja 2007 powołany na stanowisko podsekretarza stanu w Ministerstwie Gospodarki Morskiej i Rybołówstwa, odpowiedzialnego za legislację, fundusze europejskie i inwestycje. 13 sierpnia tego samego roku odwołany ze stanowiska.
W 2008 przystąpił do Dolnego Śląska XXI (będącego częścią ruchu Polska XXI), a kilka lat później do Solidarnej Polski, z której rekomendacji startował bezskutecznie w 2014 do sejmiku z listy PiS.
W marcu 2016 został dyrektorem oddziału Zakładu Gazowniczego we Wrocławiu.
Jest żonaty, ma syna.